# 聖安東尼奧德普里斯卡爾區
聖安東尼奧德普里斯卡爾區（西班牙語：San Antonio de Puriscal），是哥斯達黎加的一個區，位於該國中部聖何塞省，面積16.93平方公里，海拔高度879米，2011年人口3,984，人口密度每平方公里235.32人。